# Flygnav

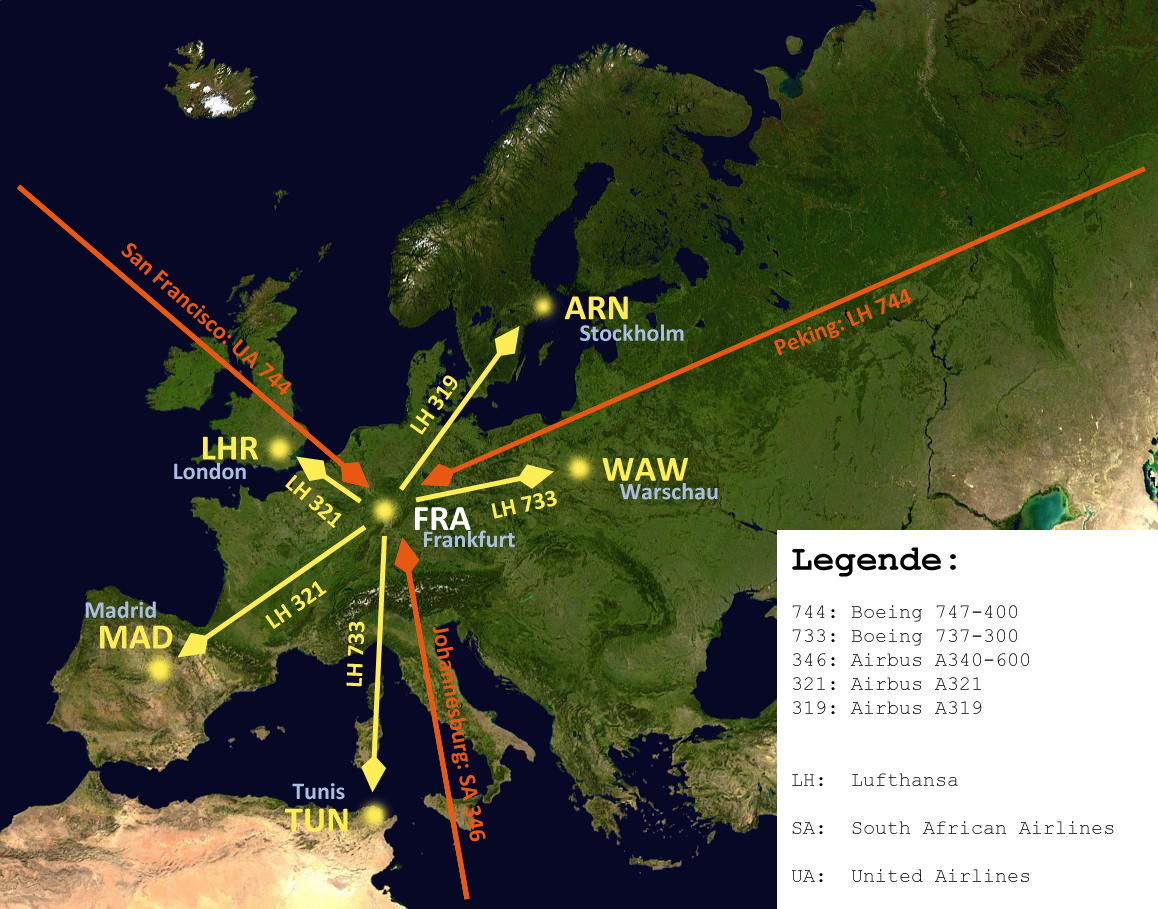
Frankfurt Mains flygplats är ett stort flygnav i Europa

Ett flygnav eller flygtrafiknav (även hubb, efter engelska hub, 'nav') är en flygplats eller ort där många passagerare byter flygplan. Där finns flygningar till många olika destinationer med relativt hög turtäthet.

## Beskrivning
Motiveringen till ett nav är att man får större turtäthet mellan lite mindre destinationer och mer trafik per linje (större plan) om man i första hand förbinder dessa destinationer med stora flygplatser, även om passagerarna behöver byta plan om de ska mellan två mindre destinationer. Flyget styrs mycket av affärsresenärernas behov, och de ska ofta på ett möte vid en bestämd tid, och då vill de kunna hitta ett passande plan just då.
I de flesta länder som exempelvis Sverige finns vanligtvis bara ett flygtrafiknav per land, oftast vid huvudstaden, där man byter mellan inrikesflyg eller mellan inrikes- och utrikes. Det kan i större länder finnas sidonav som är klart mindre eller har mer regional betydelse. De största naven har också många som byter mellan utrikesplan.
Begreppet flygnav kan antingen syfta på en enda flygplats eller på en ort med flera stora flygplatser. Exempel på det senare är London och (efter bygget av den nya storflygplatsen i Daxing) Peking.

## Flygnav internationellt och i Sverige
I det flygmässigt största landet, USA, finns många stora nav, särskilt för inrikesflyg. Det största inrikesnavet är Hartsfield–Jackson Atlanta International Airport i Atlanta. De största utrikesnaven är New York-Kennedy, New York-Newark, Chicago-O'Hare, Los Angeles, Miami och Atlanta.
I några befolkningsmässigt stora europeiska länder finns två större nav per land, en större och en mindre. Tyskland: Frankfurt och München. Italien: Rom och Milano. Spanien: Madrid och Barcelona. De stora flygnaven i Europa är huvudflygplatserna i London, Frankfurt, Paris och Amsterdam. Flygnav för Air China finns i Peking och för Wizz Air i Budapest samt i flera städer i närliggande länder.
I Sverige finns bara Arlanda. Byte mellan plan sker nästan bara där. Folk byter plan i första hand på flygplatser där det går linjer till mindre orter än bytesflygplatsen, annars finns redan direktlinjer. Linjer till mindre orter finns på Arlanda (mest inom Sverige), men bara få på Landvetter, därför byter få plan där. Det finns fåtal utrikeslinjer mellan Arlanda och mindre orter (i första hand till Finland), därför byter inte så många mellan utrikesflyg på Arlanda. Köpenhamn har många flyg till städer i Sverige och Norge och många byter i Köpenhamn.
I Norge är Oslo-Gardermoen det stora navet, men då speciellt för inrikes-utrikes-byten, eftersom det finns fler direktlinjer mellan andra städer än huvudstaden jämfört med i Sverige. I mellersta och norra Norge finns regionala nav, mest Trondheim och Tromsø, eftersom det går mycket flyg till små orter längs kusten, med bara små plan som inte kan gå ända till Oslo.